# Romantismo no Brasil

Luís Nicolau Fagundes Varela (1841 - 1875). Poeta brasileiro do Romantismo.

O romantismo brasileiro foi um movimento artístico e literário baseado no romantismo europeu que ocorreu, oficialmente, entre os anos de 1836 e 1881 no Brasil. Surgiu por conta da Independência do Brasil e da consequente necessidade de se criar uma cultura brasileira propriamente nacional. Seu marco inicial é a publicação do livro Suspiros Poéticos e Saudades, de Gonçalves de Magalhães, em 1836, e suas principais características são o nacionalismo e o subjetivismo.
O movimento é dividido em três correntes principais, ou gerações. A primeira geração, chamada de indianista, baseava-se no patriotismo exarcebado e na idealização do indígena como herói nacional e alcançou seu auge entre as décadas de 1840 e 1860 pela obra do poeta Gonçalves Dias e do romancista José de Alencar. A segunda geração, chamada de ultrarromântica, baseava-se no sentimentalismo exagerado e egocêntrico à maneira de Lord Byron e na estética do mal do século e alcançou seu auge entre as décadas de 1850 e 1860 pela obra dos poetas Álvares de Azevedo, Junqueira Freire, Casimiro de Abreu e Fagundes Varella. A terceira geração, chamada de condoreira, baseava-se na crítica social, na promoção do abolicionismo e na integração do negro no panorama cultural brasileiro e alcançou seu auge na década de 1870 pela obra do poeta Castro Alves. Além dessas produções, o movimento abarcou diversos outros autores que não enquadravam-se em nenhuma corrente específica, como os romancistas Manuel Antônio de Almeida e Franklin Távora e o poeta Sousândrade.

## Contextualização Histórica
Entre 1823 e 1831, o Brasil viveu um período conturbado como reflexo do autoritarismo de D. Pedro I: a dissolução da Assembleia Constituinte; a Constituição outorgada; a Confederação do Equador; a luta pelo trono português contra seu irmão D. Miguel; a acusação de ter mandado assassinar Líbero Badaró e, finalmente, a abdicação em favor de seu filho, Dom Pedro II. Segue-se o período regencial e a maioridade prematura de Pedro II. É neste ambiente confuso e inseguro que surge o Romantismo brasileiro, carregado de lusofobia e, principalmente, de nacionalismo. Assim é que, a primeira geração do Romantismo destaca-se na tentativa de diferenciar o movimento das origens europeias e adaptá-lo, de maneira nacionalista, à natureza exótica e ao passado histórico brasileiro. Os primeiros românticos eram utópicos. Para criar uma nova identidade nacional, buscavam suas bases no nativismo do período literário anterior, no elogio à terra e ao homem primitivo. Inspirados em Montaigne e Rousseau idealizavam os índios como bons selvagens, cujos valores heroicos tomavam como modelo da formação do povo brasileiro. Com o incremento da industrialização e do comércio, notadamente a partir da Revolução Industrial do século XVIII, a burguesia, na Europa, vai ocupando espaço político e ideológico maior. As ideias do emergente liberalismo incentivam a busca da realização individual, por parte do cidadão comum. Nas últimas décadas do século, esse processo levou ao surgimento, na Inglaterra e na Alemanha, de autores que caminhavam num sentido contrário ao da racionalidade clássica e da valorização do campo, conforme normas da arte vigente até então. Esses autores tendiam a enfatizar o nacionalismo e identificavam-se com a sentimentalidade popular. Essas ideias foram o germe do que se denominou romantismo.
Algumas atitudes, e outras consequentes delas, foram se consolidando e, ao chegarem à França, receberam um vigoroso impulso graças à Revolução Francesa de 1789. Afinal, essas tendências literárias individualistas identificavam-se amplamente com os princípios revolucionários franceses de derrubada do absolutismo e ascensão da burguesia ao poder, através de uma aliança com camadas populares. A partir daí, o ideário romântico espalhou-se por todo o mundo ocidental, levando consigo o caráter de agitação e transgressão que acompanhava os ideais revolucionários franceses que atemorizavam as aristocracias europeias. A desilusão com esses ideais lançaria muitos românticos em uma situação de marginalidade em relação à própria burguesia. Mesmo assim, devemos associar a ascensão burguesa à ascensão do Romantismo na Europa.
Em Portugal, os ideais desse novo estilo encontram, a exemplo do que ocorrera na França, um ambiente adequado ao seu teor revolucionário. Opunham-se naquele país duas forças políticas: os monarquistas, que pretendiam a manutenção do regime vigente, depois da expulsão das tropas napoleônicas que tinham invadido o país em 1807; e os liberais, que pretendiam sepultar de vez a monarquia. A Revolução Constitucionalista do Porto, (1820) representou um marco na luta liberal, mas os monarquistas conseguiram manter o poder durante todo o período, marcando com perseguições as biografias de muitos escritores daquele país, quase sempre adeptos do Liberalismo. Assim a revolução romântica alimenta-se, em Portugal, dessa revolução social e política. Os primeiros românticos, Almeida Garret, Alexandre Herculano e Antônio Feliciano de Castilho, participam da Revolução Liberal e, vitoriosos em 1834, retornam do exílio para implantar a nova literatura romântica. A segunda fase é representada por Camilo Castelo Branco e a terceira geração (1860), por Júlio Dinis, marca a fase de transição para o Realismo da década de 1870.

## Fundamentos teóricos
Três fundamentos do estilo romântico: o egocentrismo, o nacionalismo e liberdade de expressão. Segundo Fabio Luiz Sobieski diz que; Romantismo, ainda chamado de Romanticismo, foi um abalo artístico, político e filosófico aparecido nas derradeiras décadas do século XVIII na Europa que persistiu por boa parte do século XIX, diferenciando-se como uma visão de mundo adversa ao racionalismo e ao iluminismo, procurou um nacionalismo que viria a materializar os estados pátrios na Europa.
- O egocentrismo: também chamado de subjetivismo, ou individualismo. Evidencia a tendência romântica à pessoalidade e ao desligamento da sociedade. O artista volta-se para dentro de si mesmo, colocando-se como centro do universo poético. A primeira pessoa ("eu") ganha relevância nos poemas.
- O nacionalismo: corresponde à valorização das particularidades locais. Opondo-se ao registro de ambiente árcade, que se pautava pela mesmice, vendo pastoralismo em todos os lugares, o Romantismo propõe um destaque da chamada "cor local", isto é, o conjunto de aspectos particulares de cada região. Esses aspectos envolvem componentes geográficos, históricos e culturais. Assim, a cultura popular ganha considerável espaço nas discussões intelectuais de elite.
- A liberdade de expressão: é um dos pontos mais importantes da escola romântica. "Nem regra, nem modelos "- afirma Victor Hugo, um dos mais destacados românticos franceses. Pretendendo explorar as dimensões variadas de seu próprio "eu", o artista se recusa a adaptar a expressão de suas emoções a um conjunto de regras pré-estabelecido. Da mesma forma, afasta-se de modelos artísticos consagrados, optando por uma busca incessante da originalidade.

Como decorrência da supremacia do sujeito na estética romântica, o sentimentalismo ganha destaque especial. A emoção supera a razão na determinação das ações das personagens românticas. O amor, o ódio, a amizade o respeito e a honra são valores sempre presentes.
Na sua luta contra a racionalidade, o artista romântico valoriza todo e qualquer estado onírico, isto é, dominado pelo sonho, pela fantasia e pela imaginação. São momentos de suspensão passageira ou definitiva da razão que definem o ser humano passional, dentro do Romantismo. Toda loucura é válida.
E se o mundo não corresponde aos anseios românticos, o artista parte para a idealização criando um universo independente, particular, original. Nesse universo ele deposita suas aspirações de liberdade e à perfeição física. A figura da mulher amada, por exemplo, será associada à sempre um exemplo moral a ser seguido pelos leitores, por sua inteireza de caráter e sua moralidade irrepreensível.
Se de um lado temos sempre a figura do herói associada ao Bem, de outro é quase obrigatória nos romances a presença de um vilão, que encarna o Mal. Essa concepção moral de oposição absoluta entre Bem e Mal recebe o nome de maniqueísmo. No romantismo, o maniqueísmo constituiu mesmo a espinha dorsal das narrativas.
Normalmente, associamos o Romantismo a imagens de inocência e lirismo, mas ele tem sua face escura, tétrica e trágica. O pessimismo romântico aparece nas referências à morte e no arrebatamento passional, que às vezes conduz à loucura ou aos finais infelizes.
A Natureza, tão fundamental no Neoclassicismo, ganhará contornos particulares no Romantismo. No primeiro estilo, servia sempre como pano de fundo harmoniosos para o cenário bucólico e pastoril. No segundo, acompanha os estados de espírito do poeta ou das personagens dos romances. Assim, momentos de tristeza ou desilusão corresponderão a paisagens lúgubres; bem como instantes de alegria aparecerão sempre associados a imagens luminosas.
O romântico, ao desenvolver um mundo particular, pode transformá-lo em seu espaço de fuga: é o escapismo. As saídas, para o artista, são aquelas apontadas anteriormente: o sonho, a morte, a Natureza exótica. Ainda dentro do escapismo, destaque-se um espaço particular de fuga: o passado. Ele pode aparecer de forma pessoal, associado à felicidade inocente da infância, ou de maneira mais social, nas frequentes alusões à Idade Média.

## Rompimentos com os Padrões Clássicos
Desde o fim da Idade Média as artes se voltaram às apreciações dos padrões do gosto Clássico, assim, às obras da Grécia e Roma Antiga, especialmente as Epopeias e Tragédias foram tomadas como padrões para as novas produções, este movimento estético ficou conhecido como Classicismo. Depois da vigência do Classicismo, outros movimentos surgiram, como o Maneirismo, Barroco e Arcadismo, no entanto, não houve a proposta de grandes rompimentos até o Romantismo.
As características do Romantismo fogem das propostas dos movimentos estéticos até aquele momento, questões como a subjetividade, sentimentalismo, liberdade formal, nacionalismo, são propostas românticas que rompem com os padrões impostos desde o Classicismo ao Arcadismo.
Devido ao movimento de rompimento, o Romantismo abriu espaço para a criação de novas estéticas, como a Realista, Naturalista e Modernista.    

## Características
- Subjetivismo - A personalidade do autor está em destaque. A poesia e a prosa romântica apresentam uma visão particular da sociedade, de seus costumes e da vida como um todo.

- Sentimentalismo - Os sentimentos dos personagens entram em foco. O autor passa a usar a literatura como forma de explorar sentimentos comuns à sociedade, como: o amor, a cólera, a paixão etc. O sentimentalismo geralmente implica a exploração da temática amorosa e os dramas de amor.

- Nacionalismo, ufanismo - Surge a necessidade de criar uma cultura genuinamente brasileira. Como uma forma de publicidade do Brasil, os autores brasileiros procuravam expressar uma opinião, um gosto, uma cultura e um jeito autênticos, livres de traços europeus.

- Maior liberdade formal - As produções literárias estavam livres para assumir a forma que quisessem, ou seja, entrava em evidência a expressão em detrimento da estrutura formal (versificação, rima, etc.).

- Vocabulário mais brasileiro - Como um meio de criar uma cultura brasileira original os artistas buscavam inspiração nas raízes pré-coloniais utilizando-se de vocábulos indígenas e regionalismos brasileiros para criar uma língua que tivesse a cara do Brasil.

- Religiosidade - A produção literária romântica, utiliza-se não só da fé católica como um meio de mostrar recato e austeridade, mas utiliza-se também da espiritualidade, expressando uma presença divina no ambiente natural.

- Mal do século - Essa geração, também conhecida como Byroniana e Ultrarromantismo, recebeu a denominação de mal do século pela sua característica de abordar temas obscuros como a morte, amores impossíveis e a escuridão.

- Evasão - O artista romântico (do ultrarromantismo) interpretava o mundo como cruel e frequentemente buscava a fuga da sociedade que não o aceitava.

- Indianismo - O autor romântico utilizava-se da figura do índio como inspiração para seu trabalho, depositando em sua imagem a confiança num símbolo de patriotismo e brasilidade, adotando o indígena como a figura do herói nacional (bom selvagem).

- A idealização da realidade - A análise dos fatos, das aparências, dos costumes, etc. era muito superficial e pessoal, por isso era idealizada, imaginada, assim o sonho e o desejo invadiam o mundo real criando uma descrição romântica e mascarada dos fatos.

- Escapismo - Os artistas românticos procuravam fugir da opressão capitalista gerada pela revolução burguesa (revolução industrial). Apesar de criticarem a burguesia, os artistas tinham que ser sutis pois os burgueses eram os mecenas de sua literatura e por isso procuravam escapar da realidade através da idealização.

As formas de escape seriam as seguintes: Fuga no tempo, Fuga no sonho e na imaginação, Fuga na loucura, Fuga no espaço e Fuga na morte.
- O culto à natureza - Com a busca de um passado indígena e de uma cultura naturalmente brasileira surge o culto ao natural, aos elementos da natureza, tão cultuados pelos índios. Passava-se a observar o ambiente natural como algo divino e puro.

- A idealização da Mulher (figura feminina) - a mulher era a fonte de toda a inspiração. Era intocável, vista como um anjo em que jamais poderiam desfrutar de suas características puras e angelicais.

## A Poesia Romântica

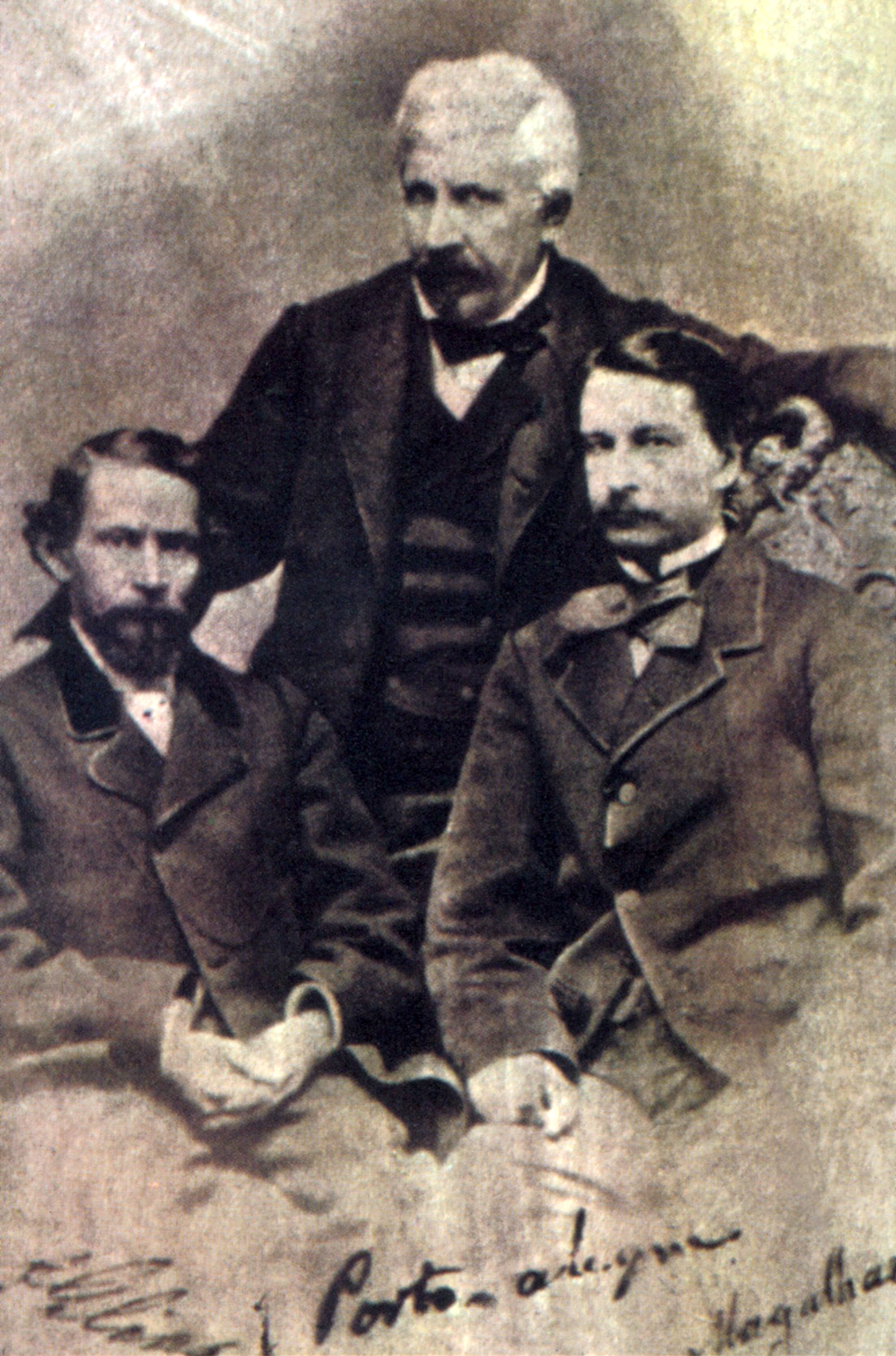
Três renomados escritores brasileiros do século XIX. Da esquerda para direita: Gonçalves Dias, Manuel de Araújo Porto-Alegre e Gonçalves de Magalhães (1858).

No Brasil, a poesia romântica é marcada, num primeiro momento, pelo teor patriótico, de afirmação nacional, de compreensão do que era ser brasileiro, ou pela expressão do eu, isto é, pela expressão dos sentimentos mais íntimos, dos desejos mais pessoais, diferente do ideal de imitação da natureza presente na poesia árcade. Isto tudo seguido de uma revolução na linguagem poética, que passou a buscar uma proximidade com o cotidiano das pessoas, com a linguagem do dia a dia. No poema "Invocação do Anjo da Poesia", Gonçalves de Magalhães diz que vai abandonar as convenções clássicas (cultura grega) em favor do sentimento pessoal e do sentimento patriótico.
Quanto à forma, a poética do romantismo abandona a rigidez clássica do soneto e da ode para explorar formas mais líricas, como a balada e a canção. Adota-se ritmo mais vinculado à melodia que a preocupações estritas com a métrica. Os poetas românticos costumam recorrer a redondilhas maiores e menores, em busca de uma cadência popular.
A poesia romântica surge em meio aos fervores independentistas da primeira metade do século XIX, tendo como marco inicial a obra de Gonçalves de Magalhães, "Suspiros Poéticos e Saudades". Apesar de servir como marco de início do romantismo no Brasil, a obra "Suspiros Poéticos e Saudades" não apresenta grande notoriedade ou importância no cenário artístico poético do romantismo brasileiro assim como as outras obras de Gonçalves de Magalhães. De acordo com as características e vertentes assumidas por cada poeta romântico, a poesia romântica pode ser dividida em:

### Primeira geração - Indianista ou Nacionalista
- Influência direta da Independência do Brasil (1822)
- Nacionalismo, ufanismo
- Exaltação à natureza e à pátria
- O Índio como grande herói nacional
- Sentimentalismo

Principais poetas
- Domingos José Gonçalves de Magalhães (1811 a 1882)
- Manuel de Araújo Porto Alegre (1806 a 1879)
- Antonio Gonçalves Dias (1823 a 1864)

### Segunda geração - Ultrarromantismo ou Mal do Século
|                                        |  |  |
| Álvares de Azevedo e Casimiro de Abreu |  |  |

- Ultrarromantismo - Há uma ênfase nos traços românticos. O sentimentalismo é ainda mais exagerado.
- Byronismo - Atitude amplamente cultivada entre os poetas da segunda geração romântica e relacionada ao poeta inglês Lord Byron. Caracteriza-se por mostrar um estilo de vida e uma forma particular de ver o mundo; um estilo de vida boêmia, noturna, voltada para o vício e os prazeres da bebida, do fumo e do sexo. Sua forma de ver o mundo é egocêntrica, narcisista, pessimista, angustiada e, por vezes, satânica.
- Spleen - Termo inglês que traduz o tédio, o desencanto, a insatisfação e a melancolia diante da vida (significa, literalmente, "baço").
- Mal do Século
- Fuga da realidade, evasão - Através da morte, do sonho, etc.
- Satanismo - A referência ao demônio, às cerimônias demoníacas proibidas e obscuras. O inferno é visto como prolongamento das dores e das orgias da Terra.
- A noite, o mistério - Preferência por ambientes fúnebres, noturnos, misteriosos, apropriados à reflexão sobre a morte, depressão e solidão.
- Mulher idealizada, distante - A figura feminina é frequentemente um sonho, um anjo, inacessível. O amor não se concretiza e em alguns momentos o poeta assume o medo de amar.

Principais poetas
- Álvares de Azevedo
- Casimiro de Abreu
- Junqueira Freire
- Fagundes Varela

### Terceira geração - Condoreira
- 1888 - Abolição da Escravatura
- 1889 - Proclamação da República

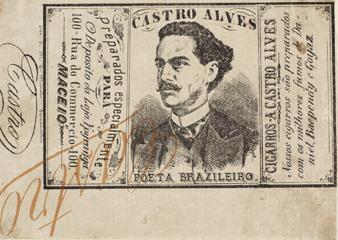
Litografia de Castro Alves em rótulo de cigarro.

- Influenciada pelos acontecimentos sociais, discursa sobre liberdade, questões sociais, o abolicionismo.
- Uso de exclamações, exageros, apóstrofes.
- Mulher presente, carnal.
- Volta-se para o futuro, progresso.
- Luta pela liberdade, temáticas sociais.
- O condor simboliza a liberdade, por isso geração condoreira.

Principais poetas
- Castro Alves - "O Poeta dos Escravos"
- Sousândrade"o Poeta da transição" considerado o poeta "divisor de águas" entre o Romantismo e a nova escola o Realismo.

## A Prosa Romântica
A prosa romântica inicia-se com a publicação do primeiro romance brasileiro "O Filho do Pescador", de Antônio Gonçalves Teixeira e Sousa em 1843. O primeiro romance brasileiro em folhetim foi "A Moreninha", de Joaquim Manuel de Macedo, publicado em 1844. O romance brasileiro caracteriza-se por ser uma "adaptação" do romance europeu, conservando a estrutura folhetinesca europeia, com início, meio e fim seguindo a ordem cronológica dos fatos.
O Romance brasileiro poderia ser dividido em duas fases: Antes de José de Alencar e Pós-José de Alencar, pois antes desse importante autor as narrativas eram basicamente urbanas, ambientadas no Rio de Janeiro, e apresentavam uma visão muito superficial dos hábitos e comportamentos da sociedade burguesa.
E com José de Alencar surgiram novos estilos de prosa romântica como os romances regionalistas, históricos e indianistas e o romance passou a ser mais crítico e realista. Os romances brasileiros fizeram muito sucesso em sua época já que uniam o útil ao agradável: A estrutura típica do romance europeu, ambientada nos cenários facilmente identificáveis pelo leitor brasileiro (cafés, teatros, ruas de cidades como o Rio de Janeiro).
O sucesso também se deve ao fato de que os romances eram feitos para a classe burguesa, ressaltando o luxo e a pompa da vida social burguesa e ocultando a hipocrisia dos costumes burgueses. Por isso pode-se dizer que, no geral, o romance brasileiro era urbano, superficial, folhetinesco e burguês. Dentre os vários romancistas românticos brasileiros, merecem destaque:

### Joaquim Manuel de Macedo

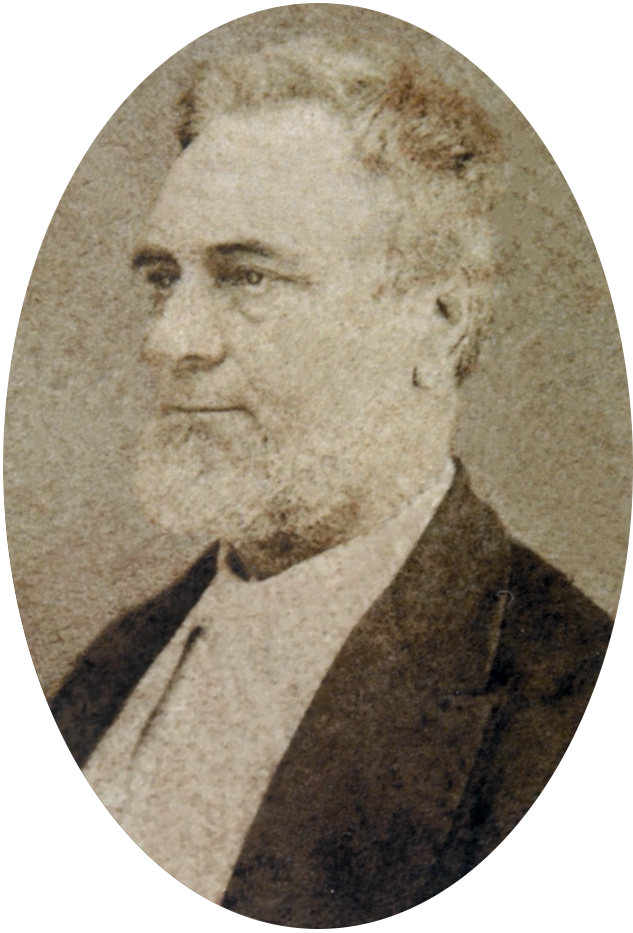
Joaquim Manuel de Macedo.

Célebre por dar início à produção prosaica do romantismo brasileiro, Joaquim Manuel de Macedo ou Dr. Macedinho, como era conhecido pelo povo, escreveu um dos mais populares romances da literatura romântica do Brasil. O romance "A moreninha" fez um enorme sucesso dentre a classe burguesa brasileira que se sentia extremamente agradada por um novo projeto de literatura: A literatura original do Brasil. Uma literatura que continuava a seguir os padrões das histórias de amor europeias tão populares entre a classe burguesa, mas que ao mesmo tempo inovava ao trazer tais histórias tão clássicas para ambientes legitimamente brasileiros que faziam os leitores identificarem os ambientes mencionados.
Trata-se de um escritor que estava voltado para as narrativas urbanas e tinha como foco a cidade do Rio de Janeiro, capital do Império do Brasil, e a alta sociedade carioca em seus saraus e festas sociais. Seus romances em forma de folhetim, eram como as atuais telenovelas, só que escritos em episódios num jornal. As obras de Joaquim Manuel de Macedo apresentam uma visão superficial dos hábitos e comportamentos dos jovens da época, buscando ilustrar a pompa e o luxo da alta classe capitalista, e com isso, escondendo a hipocrisia e a dissimulação da burguesia. A grande importância de sua obra é em despertar no público brasileiro, o gosto pela produção literária nacional, ambientada em cenários facilmente identificáveis. Seus romances posteriores a "A moreninha" seguem sua mesma "fórmula". Dentre as principais obras de Joaquim Manuel de Macedo estão:
- A Moreninha - É a história de um rapaz burguês que vai estudar medicina no Rio de Janeiro. Morando em uma república estudantil, Augusto, faz vários amigos, dentre eles Filipe que o convida para veranear na Ilha de Paquetá. Augusto aceita o convite, e ele e seus amigos apostam que ele não se apaixonaria por nenhuma moça, caso o fizesse, teria de escrever romances de amor revelando sua paixão. Augusto, contra a aposta com seus amigos, inevitavelmente se apaixona por Dona Carolina, irmã de Filipe, que recusa enamorar-se com Augusto pois em sua infância havia jurado amor eterno a um certo menino e Augusto, curiosamente, também havia jurado amor eterno e casamento a uma certa menina. Por fim, ao descobrirem que um era a paixão infantil do outro, entregam-se a esse sentimento. A pureza e discrição dos personagens, assim como a beleza de um amor pudico, conquistaram os leitores burgueses tornando esse romance um dos maiores sucessos do romantismo brasileiro.

- O Moço Loiro

- As vítimas-algozes

### José de Alencar

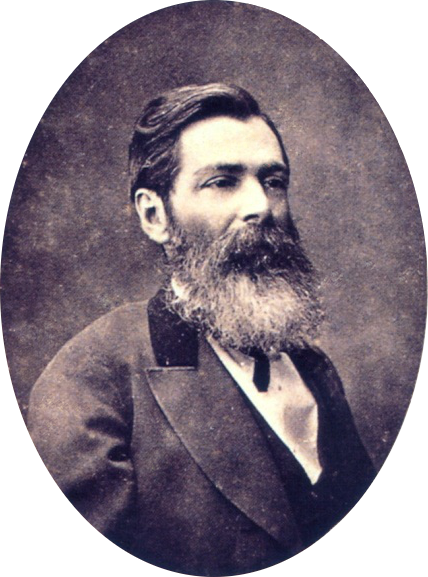
José de Alencar.

José de Alencar é considerado o patriarca da literatura brasileira. Inaugurou novos estilos românticos e consolidou o romantismo no Brasil desenhando o retrato cultural brasileiro de forma completa e abrangente. E devido a essa visão ampla do cenário brasileiro, sua obra iniciaria um período de transição entre Romantismo e Realismo. Suas narrativas apresentam um desenvolvimento dos conflitos femininos da mulher burguesa do século XIX, já que seus romances a tinha como público-alvo. Sua obra pode ser fragmentada em três categorias:

#### Romances Urbanos
Romances ambientados no Rio de Janeiro, protagonizados por personagens femininos, mostravam o luxo e a pompa das atividades sociais burguesas, no entanto apresentavam uma crítica sutil aos hábitos hipócritas da burguesia e seu caráter capitalista. São exemplos de romances urbanos de José de Alencar:
- Senhora - Faz crítica ao casamento por interesse, à hipocrisia, à cobiça e à soberba burguesa.
- Lucíola - Critica o fato de a burguesia, que financia a prostituição durante a noite, ter aversão às mesmas durante o dia.
- Diva - Ressalta a beleza das jovens e ricas burguesas, o virtuosismo e a pureza e, em contrapartida, critica o casamento por interesse financeiro.

#### Romances Regionalistas
Narrativas que se sucedem em centros afastados da capital imperial, ou seja, histórias que acontecem em lugares tipicamente brasileiros, mais pitorescos, menos influenciados pela cultura europeia. Apesar de José de Alencar narrar seus romances regionalistas com uma incrível fluência e suavidade, as histórias narradas são superficiais devido ao fato de que o autor não viajara para as regiões que descreveu, mas pesquisara a fundo sobre elas. Basicamente, são romances que procuram ser mais fiéis ao projeto de brasilidade e propaganda do Brasil independente, o objetivo é fazer propaganda aos próprios brasileiros, expondo a diversidade do país. São Exemplos de romances regionalistas de José de Alencar:
- O Gaúcho
- O Sertanejo
- O Tronco do Ipê

#### Romances Históricos e Indianistas

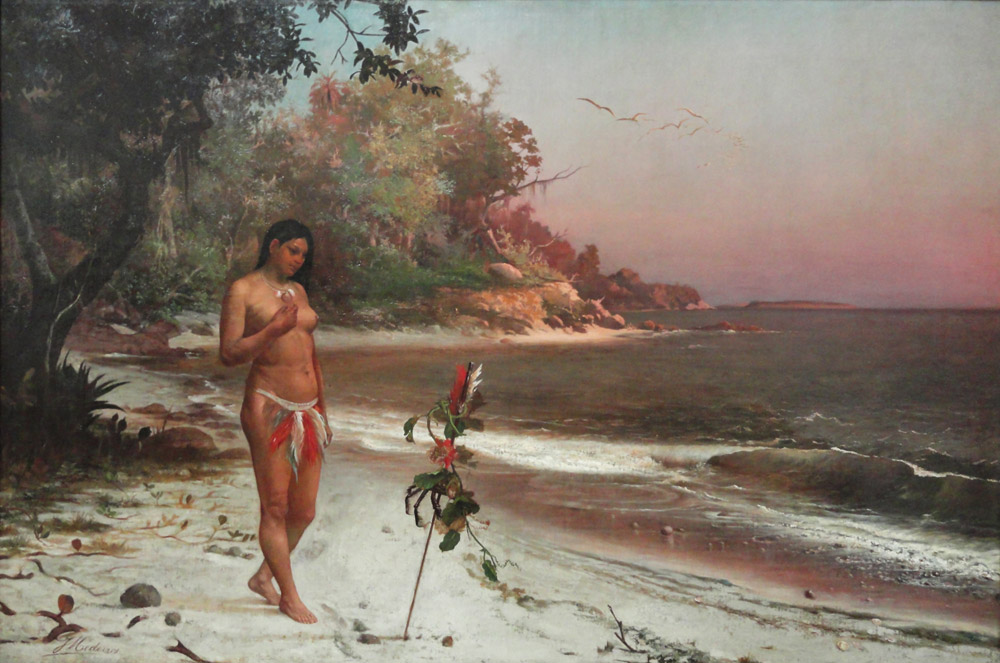
Iracema, por José Maria de Medeiros.

Romances que revelam a preocupação de José de Alencar em exibir o índio como herói nacional. Enquanto os autores românticos da Europa retratavam o saudosismo através de menções à época medieval, no Brasil, Alencar procurou buscar na cultura indígena brasileira o passado fiel da história brasileira. Seus romances trazem uma linguagem mais original, com vocábulos do tupi, retratam o índio como símbolo de bravura, de pureza e de amor ao ambiente natural. Pode-se dizer que suas narrativas tendiam ao estilo poético por entrelaçar o caráter básico da prosa com o lirismo do gênero poético. Em resumo, suas obras utilizam o indianismo como forma de revelar um conceito mais original de brasilidade e criar um projeto de língua brasileira. Dentre as obras mais importantes de José de Alencar nesse ramo do romantismo, estão:
- O Guarani
- Ubirajara
- As Minas de Prata
- Iracema

#### A Importância da Obra de José de Alencar
Considerado o mais importante escritor do Romantismo brasileiro, é ele quem consegue expressar o perfeito retrato da cultura brasileira, explorando novas vertentes da produção literária, criando e abrindo caminhos para a criação de uma literatura brasileira original, ampla e de boa qualidade. E por isso foi o autor que mais se aproximou do objetivo da escola romântica, mesclando a idealização e o sonho com um realismo sutil, valorizando os elementos naturais da cultura brasileira e o índio como figura-mãe da original cultura brasileira. Suas obras foram capazes de inspirar nos burgueses o gosto pela leitura nacional e também, de inspirar diversos autores a seguir caminhos por ele traçados, concretizando assim seu projeto nacionalista de revelar o Brasil num todo.

### Bernardo Guimarães

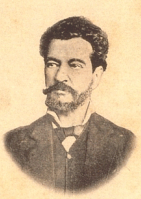
Bernardo Guimarães, o escritor da famosa obra "A Escrava Isaura"

Considerado um dos mais importantes regionalistas românticos brasileiros, Bernardo Guimarães opta por seguir um dos caminhos traçados por José de Alencar ambientando suas tramas nos estados de Minas Gerais e Goiás. Suas obras conservam o caráter linear romântico, apresentando a estrutura folhetinesca típica de sua época; prezam pela valorização do pitoresco e do regional, resgatando os hábitos típicos da sociedade imperial. Caracteriza-se por usar, por vezes, a linguagem oral em sua obra e fazer críticas sutis aos sistemas patriarcal e escravocrata ocorrentes no Brasil Império, mas que foram gradualmente combatidos pelo próprio Império. É preciso lembrar que Pedro II já demonstrava interesses em abolir a escravatura no Brasil, mas teria de fazer de forma lenta para que as elites fazendeiras não provocassem distúrbios.
Entres suas principais obras, destacam-se:
- A Escrava Isaura - Fez grande sucesso enquanto livro, tão notável que foi adaptado como novela da Rede Globo e da Rede Record. Bernardo Guimarães tentou criticar a escravatura no Brasil, patrocinando, através de sua obra, o abolicionismo, no entanto sua crítica se mostrou um tanto malsucedida pois a personagem principal, Isaura, era uma escrava branca, e a antagonista, uma mucama negra, o que incitou nos leitores uma raiva da personagem negra e um sentimento de pena e compaixão da escrava branca Isaura. Pode-se dizer que não atingiu seu objetivo realista devido a sua crítica equivocada, mas conquistou enorme admiração e já nos permite identificar traços de uma literatura brasileira mais realista. Apresenta o caráter sentimentalista romântico das histórias de amor terminando com seu devido final feliz.

- O Seminarista - Não tão notório quanto a obra acima, mas não por isso perdeu seu valor literário. Critica o sistema patriarcal da época e principalmente o sistema clerical, mencionando a inadequação do jovem à vida religiosa imposta pela família. Assim como "A escrava Isaura", é uma história de amor, que permite-nos observar sentimentos em conflito com uma realidade imposta pela sociedade (o jovem que não pode amar pois fora forçado a ser padre por sua família). Ao contrário da primeira obra, apresenta um final trágico no qual o protagonista enlouquece ao saber da morte de sua amada.

### Franklin Távora

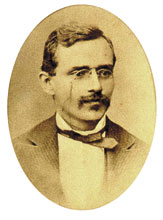
Franklin Távora, inovador e arrojado, é o primeiro escritor brasileiro a retratar o cangaço nordestino.

Um dos mais importantes escritores do romance regionalista brasileiro, Franklin Távora foi o primeiro autor romântico a escrever sobre o cangaço nordestino e um dos mais assíduos críticos do romantismo de José de Alencar pois acreditava num romantismo mais realista, menos idealizado, tanto que suas obras oscilam entre o romântico e o realista. Sua literatura era baseada no "Projeto de uma Literatura do Norte", o que ele fez foi explorar as regiões Norte e Nordeste do Brasil, apoiado em sua teoria de que essas eram as regiões mais brasileiras por serem as menos exploradas pelos brancos europeus, conservando assim um caráter mais típico e mais real da cultura do Brasil.
Suas obras valorizavam bastante a questão regional, prezando pelo pitoresco e peculiar das regiões que se preocupou em retratar, assim ele pode expressar os costumes, as características e a realidade, até então pouco explorados, da população do interior do Brasil de forma detalhada e realista. Os romances de Franklin Távora são marcados por sua objetividade, característica do realismo, e por uma análise justa do ambiente que procurava descrever, e devido a esses fatores sua produção literária, pode-se dizer, que oscila entre o romantismo e o realismo. Apesar de um grande envolvimento com a causa realista, a obra de Franklin Távora é considerada romântica devido ao fato de conservar o caráter linear e a temática amorosa que marcam a escola romântica brasileira. Dentre seus principais romances estão:
- O Cabeleira - Trata-se de seu romance mais importante. Sua história se desenrola sobre a temática do cangaço nordestino, tendo como protagonista o Cabeleira, o chefe de um bando de cangaceiros assaltantes. O Cabeleira termina por largar o banditismo em favor de seu amor por Luizinha. Apresenta fortes traços de realismo por ser justo e fiel aos fatos e ao ambiente, no entanto permanece idealizador na questão sentimental, cuja ideia principal é que o amor quebra qualquer barreira.

- Lourenço

### Visconde de Taunay

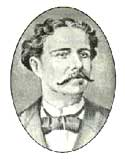
Visconde de Taunay, o autor de "Inocência"

Outro importante autor da vertente regionalista do romantismo brasileiro, o Visconde de Taunay tomou por cenário de suas narrativas a província de Mato Grosso. Sua obra caracteriza-se pela precisão de detalhes e pela descrição minuciosa da paisagem mato-grossense, abusando de detalhes sobre a flora, a fauna e o relevo do cerrado central do Brasil. Seus romances apresentam a habitual estrutura romântica linear e acessórios realistas. Caracterizados por estarem integrados à vertente sertanista, preocupando-se em retratar de forma rica e real o ambiente particular da região centro-oeste brasileira. Dentre as principais de obras de Visconde de Taunay estão:
- Inocência - O romance tem como protagonistas a pura e ingênua Inocência, que é vendida pelo pai ao fazendeiro Manecão, e Cirino, um curandeiro que se finge de médico para ganhar a vida e que numa de suas "consultas" cura Inocência e entrega uma carta ao pai da moça, Seu Pereira. Inocência e Cirino se apaixonam, e a frágil moça se torna forte em nome de seu real amor, num de seus encontros amorosos o casal é descoberto o que leva Seu Pereira e Manecão a planejarem uma emboscada para Cirino. Cirino e Inocência terminam mortos. Visconde de Taunay inova por apresentar um desfecho infeliz com a morte dos dois protagonistas.

- A Retirada da Laguna

### Manuel Antônio de Almeida

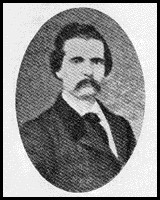
Manuel Antônio de Almeida

O que melhor descreve a sua importância no romantismo brasileiro é o seu envolvimento com o romance de costumes. Sua obra procurou retratar os hábitos, a moda, o folclore e a religiosidade das classes populares do início do século XIX, desmascarando violentamente a baixa sociedade brasileira colonial, o que a torna singular dentre as obras românticas que procuraram tratar dos costumes e dos valores da alta sociedade imperial. Seu romance de costumes ironizava os padrões e normas românticos, criticava a desequilibrada baixa classe brasileira sarcasticamente e pôs em crise a idealização romântica devido ao fato de seus personagens serem malandros, cafajestes e praticamente marginais. Um dos principais traços da obra de Manuel Antônio de Almeida é o predomínio do humor sobre o dramático, suas personagens eram caricaturizadas, com ênfase aos seus defeitos, os acontecimentos da trama desmentiam as aparências das personagens (a quebra mais um padrão romântico cujas obras apresentavam acontecimentos que validavam as aparências das personagens).
Seu romance era picaresco, relativo a picadeiro, ou seja, eram romances cômicos e tendiam ao patético, substituindo o dramático habitual do romantismo por um humor crítico e sagaz. Sua produção apresenta uma ausência da tragédia humana em função de quebrar mais um cacoete romântico. Caracteriza-se como autor precursor do realismo por sua objetividade e sua descrença nos valores sociais, destruindo assim, o caráter subjetivo e bajulador do romantismo. Apesar de toda essa quebra de valores, não só a sua localização temporal, mas também a presença da linearidade e a proteção dos valores burgueses, encaixam a sua obra dentro do romantismo brasileiro. Dentre as obras de Manuel Antônio de Almeida destaca-se:
- Memórias de um Sargento de Milícias - Conta a história de Leonardo, um homem que conta as memórias de sua vida desgraçada. Filho de Leonardo Pataca e Maria das Hortaliças, Leonardo foi abandonado ainda criança por sua mãe, que fugiu com um marinheiro, e por seu pai que não o queria. Passou a viver com o padrinho que não tinha filhos e o criara com muita dedicação, encobrindo todas as suas travessuras. Era um menino insuportável. Mais tarde torna-se um boêmio arruaceiro, que quase sempre era preso e logo depois solto teve por um bom tempo o sargento Vidigal em sua cola. Devido a essa frequência na cadeia, Leonardo cria amizades no meio militar e logo, por apadrinhamento, ganha a patente de sargento de milícias. Após ganhar tal cargo, decide-se casar para fazer jus à sua patente casa-se com Luisinha que estava recém viúva e foi o primeiro amor na sua adolescência. "Memórias de um Sargento de milícias" causou um grande impacto no público burguês, sendo lido principalmente por intelectuais da literatura da época e alcançando o ápice de sucesso após a morte de Manuel Antônio de Almeida em um naufrágio. A narrativa é linear, apesar de "começar pelo final", é farta de humor, e o núcleo principal caracteriza-se pela falta de classe e de valores.

## A Crítica no Romantismo
A crítica de arte acompanha os movimentos estéticos literários, as concepções mudam, assim como os parâmetros para a realização da crítica são alterados. A crítica no Romantismo considera os dados biográficos dos escritores, ou seja, há uma preocupação em identificar o estilo de escrita de cada autor. No Romantismo, as questões relacionadas à subjetividade e as outras características do movimento são levadas em consideração. Neste momento não há mais a preocupação de imitar obras consideradas modelos, como acontecia em movimentos estéticos anteriores.